# 美国大兵 (游戏)
《美国大兵》是一款由Ken Coates公司制作和发行的动作游戏。游戏最初于1984年在北美Commodore 64平台发行，之后于1985年在日本FC游戏机发行。
玩家的主要任务是从战俘营拯救战俘。大兵被射中、掉入水中、踩到地雷或被坦克碾过都会失去生命点。玩家可以使用机枪以及路上拿到的炸药来攻击敌人。